# Mile 91
Mile 91 (deutsch Meile 91) ist eine Stadt im Zentrum des westafrikanischen Staates Sierra Leone. Sie liegt im Yoni-Mabanta-Chiefdom des Distrikts Tonkolili in der Northern Province, genau 91 Meilen östlich der Landeshauptstadt Freetown.
Laut der Volkszählung 2004 hat die Ortschaft knapp 15.500 Einwohner. Aufgrund seiner strategischen Lage an drei Hauptstraßen ist Mile 91 ein wichtiger Handelsort der Provinz. Die Stadt ist als eine von wenigen an ein öffentliches Wasserversorgungsnetz angeschlossen.